# Miejski Klub Sportowy Będzin 2015-2016
Questa voce raccoglie le informazioni riguardanti il Miejski Klub Sportowy Będzin nelle competizioni ufficiali della stagione 2015-2016.

## Organigramma societario
Area direttiva
- Presidente: Mariusz Korpak

Area tecnica
- Allenatore: Tomasz Wasilkowski (fino a dicembre 2015), Stelio De Rocco (da gennaio 2016)
- Allenatore in seconda: Bartłomiej Chmiel, Emil Siewiorek

## Rosa
| N° | Nome                | Ruolo | Data di nascita  | Nazionalità sportiva |
| -- | ------------------- | ----- | ---------------- | -------------------- |
| 1  | Mariusz Schamlewski | C     | 16 gennaio 1991  | Polonia              |
| 3  | Tijmen Laane        | S     | 2 febbraio 1988  | Paesi Bassi          |
| 4  | Maciej Pawliński    | S     | 2 febbraio 1983  | Polonia              |
| 5  | Piotr Lipiński      | P     | 4 gennaio 1979   | Polonia              |
| 5  | Tyler Sanders       | P     | 14 dicembre 1991 | Canada               |
| 6  | Viaceslaw Batchkala | C     | 27 luglio 1994   | Israele              |
| 7  | Mariusz Gaca        | C     | 20 gennaio 1984  | Polonia              |
| 8  | Jakub Oczko         | P     | 27 dicembre 1981 | Polonia              |
| 9  | Sebastian Warda     | C     | 18 gennaio 1989  | Polonia              |
| 10 | Bartosz Kaczmarek   | L     | 17 gennaio 1991  | Polonia              |
| 11 | Harrison Peacock    | P     | 31 gennaio 1991  | Australia            |
| 12 | Mateusz Piotrowski  | S/O   | 24 giugno 1991   | Polonia              |
| 13 | Michał Żuk          | S     | 4 luglio 1985    | Polonia              |
| 14 | Jakub Peszko        | S     | 1º aprile 1992   | Polonia              |
| 17 | Michał Kamiński     | S/O   | 17 maggio 1987   | Polonia              |